# Spazioporto
Lo spazioporto o cosmodromo è il complesso di strutture, fisiche e tecnologiche, atte al lancio di vettori missilistici per scopi scientifici e militari, in grado di seguire le prime fasi di volo.
Il termine cosmodromo si è accompagnato logicamente, in ambito sovietico, alla preferenza per il termine cosmonauta anziché astronauta, in uso negli Stati Uniti d'America e nella maggior parte degli Stati occidentali.

## Spazioporti
| Spazioporto                                                     | Complesso di lancio | Lanciatore       | Veicolo spaziale   | Voli         | Anni      | Operazioni |
| --------------------------------------------------------------- | ------------------- | ---------------- | ------------------ | ------------ | --------- | ---------- |
| Cosmodromo di Bajkonur, Kazakistan amministrazione russa Russia | Site 1              | Vostok           | Vostok 1-6         | 6 Orbitale   | 1961–1963 | Statale    |
| Cosmodromo di Bajkonur, Kazakistan amministrazione russa Russia | Site 1              | Voschod          | Voschod 1-2        | 2 Orbitale   | 1964–1965 | Statale    |
| Cosmodromo di Bajkonur, Kazakistan amministrazione russa Russia | Site 1, Site 31     | Sojuz            | Sojuz 1-40 †       | 37 Orbitale  | 1967–1981 | Statale    |
| Cosmodromo di Bajkonur, Kazakistan amministrazione russa Russia | Site 1, Site 31     | Sojuz            | Sojuz-T 2-15       | 14 Orbitale  | 1980–1986 | Statale    |
| Cosmodromo di Bajkonur, Kazakistan amministrazione russa Russia | Site 1              | Sojuz            | Sojuz-TM 2-34      | 33 Orbital   | 1987–2002 | Statale    |
| Cosmodromo di Bajkonur, Kazakistan amministrazione russa Russia | Site 1              | Sojuz            | Sojuz-TMA 1-20     | 20 Orbitale  | 2002-     | Statale    |
| Cape Canaveral Air Force Station, Stati Uniti                   | LC5                 | Redstone         | Mercury 3-4        | 2 Sub-O      | 1961-1961 | Statale    |
| Cape Canaveral Air Force Station, Stati Uniti                   | LC14                | Atlas            | Mercury 6-9        | 4 Orbitale   | 1962–1963 | Statale    |
| Cape Canaveral Air Force Station, Stati Uniti                   | LC19                | Titan II         | Gemini 3-12        | 10 Orbitale  | 1965–1966 | Statale    |
| Cape Canaveral Air Force Station, Stati Uniti                   | LC34                | Saturn IB        | Apollo 7           | 1 Orbitale   | 1968-1968 | Statale    |
| John F. Kennedy Space Center, Stati Uniti                       | LC39                | Saturn V         | Apollo 8-17        | 10 Lun/Or    | 1968–1970 | Statale    |
| John F. Kennedy Space Center, Stati Uniti                       | LC39                | Saturn IB        | Skylab 2-4         | 3 Orbitale   | 1973–1974 | Statale    |
| John F. Kennedy Space Center, Stati Uniti                       | LC39                | Saturn IB        | Apollo-Sojuz       | 1 Orbitale   | 1975-1975 | Statale    |
| John F. Kennedy Space Center, Stati Uniti                       | LC39                | STS 1-132 †      | Space Shuttle      | 131 Orbitale | 1981-2011 | Statale    |
| John F. Kennedy Space Center, Stati Uniti                       | LC39                | Falcon 9 Block 5 | Crew Dragon        | 12 Orbitale  | 2020-     | Privato    |
| Centro spaziale di Jiuquan, Cina                                | SLS                 | Lunga Marcia 2F  | Shenzhou 5-7       | 3 Orbitale   | 2003-     | Statale    |
| Edwards Air Force Base, Stati Uniti                             | Runway              | B-52             | X-15 90-91         | 2 Sub-O      | 1963-1963 | Statale    |
| Spazioporto di Mojave, Stati Uniti                              | Runway              | White Knight     | SpaceShipOne 15-17 | 3 Sub-O      | 2004-2004 | Privato    |

| Spazioporto                                                                    | Anni (orbitali) | Lanci in orbita o interplanetari | Lanciatori (operatori)                                     |
| ------------------------------------------------------------------------------ | --------------- | -------------------------------- | ---------------------------------------------------------- |
| Cosmodromo di Baikonur, Baikonur/Tyuratam, Kazakistan                          | 1957-           | >1000                            | R-7/Sojuz, Kosmos, Proton, Zenit, Energia                  |
| Cape Canaveral Air Force Station, Florida, USA                                 | 1958-           | >400                             | Delta, Scout, Atlas, Titan, Saturn, Athena, Falcon 9       |
| Vandenberg Air Force Base, California, USA                                     | 1959-           | >500                             | Delta, Scout, Atlas, Titan, Taurus, Athena, Falcon 9       |
| Cosmodromo di Kapustin Yar, oblast' di Astrachan', Russia                      | 1962-           | >100                             | Kosmos                                                     |
| Hammaguir French Special Weapons Test Centre, Algeria                          | 1965–1967       | 4                                | Diamant A (Francia)                                        |
| Cosmodromo di Pleseck, oblast' di Arcangelo, Russia                            | 1966-           | >1000                            | Sojuz, Kosmos                                              |
| Piattaforma di lancio San Marco, Centro spaziale Luigi Broglio, Malindi, Kenya | 1967–1988       | 9                                | Scout, San Marco (ASI e La Sapienza, Italia)               |
| Kennedy Space Center, Florida, USA                                             | 1967-           | >150                             | 17 Saturn, 133 Space Shuttle, Falcon 9                     |
| Cosmodromo di Woomera, Australia meridionale                                   | 1967-1971       | 2                                | Sparta (WRESAT, Australia), Black Arrow (Prospero X-3, UK) |
| Centro Spaziale di Uchinoura (Kagoshima), Giappone                             | 1970–2006       | 27                               | Mu                                                         |
| Centre spatial guyanais, Kourou, Guyana Francese                               | 1970-           | 198                              | 7 Diamant, 9+5+10+113+54 Ariane (CNES, ESA)                |
| Centro spaziale di Jiuquan, Cina                                               | 1970-           | >30                              | Lunga Marcia                                               |
| Centro spaziale Satish Dhawan (SHAR), Andhra Pradesh, India                    | 1980-           | 23                               | 3 SLV, 2 ASLV, 14 PSLV, 4 GSLV                             |
| Centro spaziale di Xichang, Cina                                               | 1984-           | >40                              | Lunga Marcia                                               |
| Centro spaziale di Tanegashima, Giappone                                       | 1986-           | 31                               | 9 H-1, 5 H-II, 17 H-IIA                                    |
| Base aerea di Palmachim, Israele                                               | 1988-           | 6                                | Shavit                                                     |
| Varie piste aeroportuali                                                       | 1990-           | 37                               | Pegasus (Orbital Sciences Corporation)                     |
| Cosmodromo di Svobodnyj, oblast' dell'Amur, Russia                             | 1997–2006       | 5                                | Start-1                                                    |
| Sottomarini di classe Delta, Mar di Barents                                    | 1998-           | 2                                | Štil' (Russia)                                             |
| Ocean Odyssey piattaforma mobile, Oceano Pacifico                              | 1999–2009       | 28                               | Zenit-3SL (Sea Launch)                                     |
| Complesso di lancio di Kodiak, Alaska, USA                                     | 2001-2001       | 1                                | Athena                                                     |
| Cosmodromo di Dombarovskij, oblast' di Orenburg, Russia                        | 2006-           | 4                                | Dnepr-1                                                    |
| Mid-Atlantic Regional Spaceport (MARS), Virginia, USA                          | 2006-           | 3                                | Minotaur I                                                 |
| Centro spaziale di Taiyuan, Cina                                               | 2007-           | 4                                | Lunga Marcia                                               |
| Omelek, Isole Marshall                                                         | 2008-           | 2                                | Falcon 1                                                   |
| Centro di lancio di Semnan, Semnan, Iran                                       | 2009-           | 1                                | Safir                                                      |
| Stazione di lancio satelliti di Sohae, Corea del Nord                          | 2012-           | 2                                | Unha 3                                                     |
| Cosmodromo di Naro, Corea del Sud                                              | 2013-           | 1                                | Naro-1                                                     |
| Cosmodromo Vostočnyj, Russia                                                   | 2016-           | 6                                | Sojuz 2                                                    |
| Centro spaziale di Wenchang, Cina                                              | 2016-           | 3                                | Lunga Marcia 5, Lunga Marcia 7                             |
| Rocket Lab Launch Complex 1, Nuova Zelanda                                     | 2018-           | 19                               | Electron                                                   |

| Spazioporto                                | Anni (orbitali) | Lanci in orbita o interplanetari | Lanciatori (operatori)                     |
| ------------------------------------------ | --------------- | -------------------------------- | ------------------------------------------ |
| Grottaglie, Puglia, Italia                 |                 |                                  | Agenzia Spaziale Italiana, Virgin Galactic |
| Cosmodromo di Alcântara, Maranhão, Brasile |                 | 44 voli suborbitali              | Agenzia spaziale brasiliana, Virgin Orbit  |